# Conférence de Chantilly (15-16 novembre 1916)
Pour les articles homonymes, voir Conférence de Chantilly.
La conférence de Chantilly des 15 et 16 novembre 1916 est une rencontre entre responsables militaires alliés, tenue au terme d'une année de combats particulièrement difficile pour l'ensemble des belligérants. 